# Muhamed Bajraktarević
Muhamed Bajraktarević, hrvatski bh. aktivist, pristaša Muslimanske organizacije Hrvatske seljačke stranke u Tesliću, borac za promicanje hrvatske svijesti među Hrvatima muslimanima ali i među "našim zaostalim svijetom" (Mešić). Mnogo se angažirao na tom području da je "osijedio u borbi za hrvatstvo" (Mešić). Cijeli svoj život proveo u propagiranju zajedničkog rada Hrvata katolika i muslimana i uvijek zastupao hrvatsku misao među muslimanima. Zbog hrvatstva i stranke materijalno stradao. U Kraljevini Jugoslaviji zbog hrvatstva režim ga je proganjao i fizički kažnjavao. Samoprijegoran, nikad nije tražio ništa od nikoga za svoju borbu. Nikakvu materijalnu korist nije ostvario iz borbe buđenje hrvatstva. Doživio nezahvalnost hvastavih moćnika koji su se razmetali hrvatstvom, pa je bio zapostavljen. premda su držali pozicije u lokalnom poduzeću Destilaciji drveta. Umjesto da je bio vraćen na položaj koji je imao, a koji je izgubio zbog borbe za hrvatske interese, nisu ga vratili.